# Сиземов, Константин Васильевич
Константин Васильевич Сиземов (15 (28) октября 1910—2006) — советский футболист.
Бо́льшую часть карьеры провёл в московском клубе «Серп и Молот»/«Металлург» в 1936—1940, 1948—1949 годах. В 1937—1940 годах в чемпионате СССР сыграл 85 матчей, забил один гол. Бронзовый призёр 1938 года.
В аннулированном чемпионате 1941 года провёл четыре матча за команду «Профсоюзы-2».
Участник Великой Отечественной войны, кавалер трёх орденов Отечественной войны.
В 1944—1946 годах был в составе ОДОКА Минск.
Скончался в 2006 году. Похоронен в Ногинске, на Глуховском кладбище.